# Ихрек
Ихрек (рут. Йирек) — село в Рутульском районе Дагестана, одно из самых крупных и древних в районе. Центр Ихрекского сельского поселения.

## Топонимика
Местное название Ихрека — Йирак, что значит наше место или место сбора 7 тухумов.
В предании сказано, что селение Ихрек возникло в результате слияния 7 родовых поселений: Хъыртаида, Харабрымыкда, Хвалирмыхда, Кӏелидихда, Сырымыда, Риттимыхда и ХыӏрыцI
Жители этих поселений, состоящие из четырёх тухумов, поселились и образовали нынешний Ихрек по магалам:
- 1-й магал (Сады маӏгьлаь) — чӏелевер («острословы»)
- 2-й магал (Хъуды маӏгьлаь) — къаьрачийр («кочующие»)
- 3-й магал (Хъулады маӏгьлаь) — кIaIсаьнаьр (прозвище)
- 4-й магал (Лады маӏгьлаь) — дуггуйр (дуг — «верхний»)[4]

## Географическое положение
Село находится на высоте 2129 метров над уровнем моря.
Расположено в долине реки Кара-Самур в месте впадения в неё реки Муклух, в 25 км к северо-западу от районного центра села Рутул.

## История

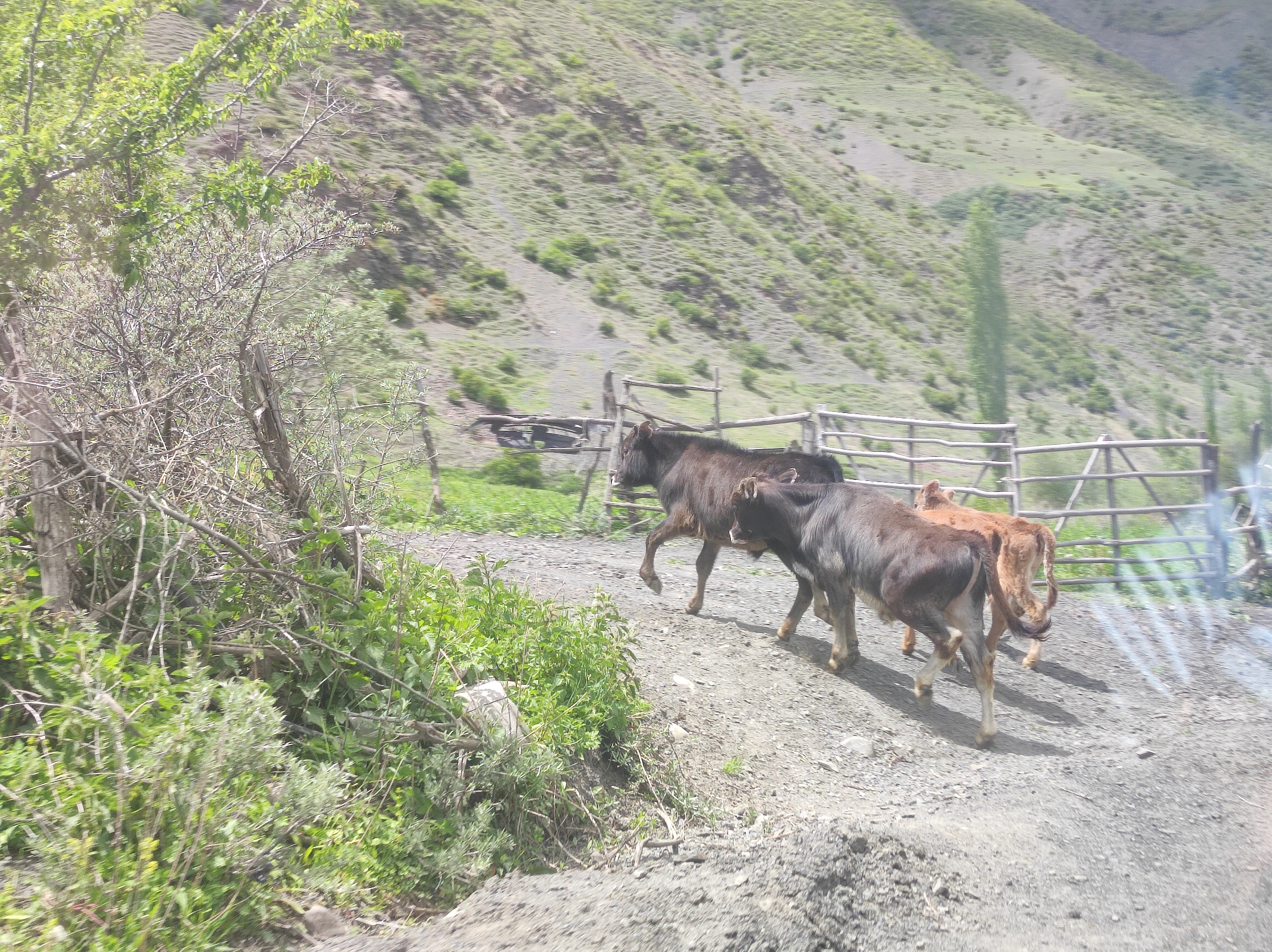

Существует предание, согласно которому аул Ихрек образовалось в результате слияния 7 хуторов: Хыӏрыцӏа, Гиголи, Риттимыхда, Кӏелидыхта, Хвалирмыхда, Халмутта, Сырымый. Одновременно село Ихрек по своей расположенности являлось наиболее защищенным как от стихийных бедствий, так и вторжений извне. Итак, село образовалось из 7 аулов, говорящих на одном диалекте рутульского языка.
В 1016 году была отреставрирована мечеть в селении Ихрек.
В 1907 году община Ихрека имела поголовье овец и коз общей численностью в 30 тысяч голов.

## Население
| 1895  | 1926  | 1939  | 1959 | 1970  | 1989  | 2002  |
| ----- | ----- | ----- | ---- | ----- | ----- | ----- |
| 1669  | ↘1456 | ↘1421 | ↘954 | ↗1701 | ↗1905 | ↗2314 |
| 2010  | 2021  |       |      |       |       |       |
| ↘2050 | ↘1475 |       |      |       |       |       |

Самоназвание ихрекцев — «ирекдыбор». Моноэтническое рутульское село.
В Ихреке в нынешнее время проживают представители 46 тухума (патронимий): Кыныр, Басыйшды, Баяташды, Балакар, Эдэкэйшды, Анкъалыйшды, Агъамаьшды, Аьскаьраьшды, Ацукьуйшды, Аюбешды, Аӏбдуладиешды, Аӏшдийшды, Баширашды, Былыйшды, Ваьлиешды, Вердиешды, Гьаӏджиешды, Гьаlджимирзаьещды, Гьаӏсаьсыйшды, Гагулийшды, Гьудуйшды, Даьвыдаьшды, Даьмыраьшды, Даьрмаьнышды, Заманаьшды, Исмиешды, Йаӏгьеваьшды, Йаӏгьеешды, Каьмилаьшды, Кьасымаьшды, Маллаьшукураьшды, Манафаьшды, Мамытыйшды, Маьгьдиешды, Маӏгьмыдаьшды, Маӏмаьваьлиешды, Наьдираьшды, Нуӏгьаьшды, Раджабаьшды, Раьшитӏаьшды, Саьмаьдаьшды, Саӏъдиешды, Уджагьаьшды, Уӏмаӏрийр, Уӏсмаӏлаьшды, Хизриешды, Шаӏьаӏбаӏсаьшды, Ыӏсаьешды.

## Известные уроженцы
- Категория:Родившиеся в Ихреке

## Интересные факты
Архиепископ Султании Иоанн де Галонифонтибус слышал в Дагестане предание о том, что Александр Македонский построил дербентские стены, чтобы, оградить южные страны от вторжения чудовищ Яджудж и Маджудж («Гог и Магог»). Иоанн в XIV в. писал, что дагестанцы уверены в справедливости этого предания. Он отмечал, что следы этого предания отразились и на эпиграфических памятниках в сел. Ихрек (не позже XIV века).